# Dicksonia fibrosa
Dicksonia fibrosa är en ormbunkeart som beskrevs av Col. Dicksonia fibrosa ingår i släktet Dicksonia och familjen Dicksoniaceae. Inga underarter finns listade.

## Bildgalleri

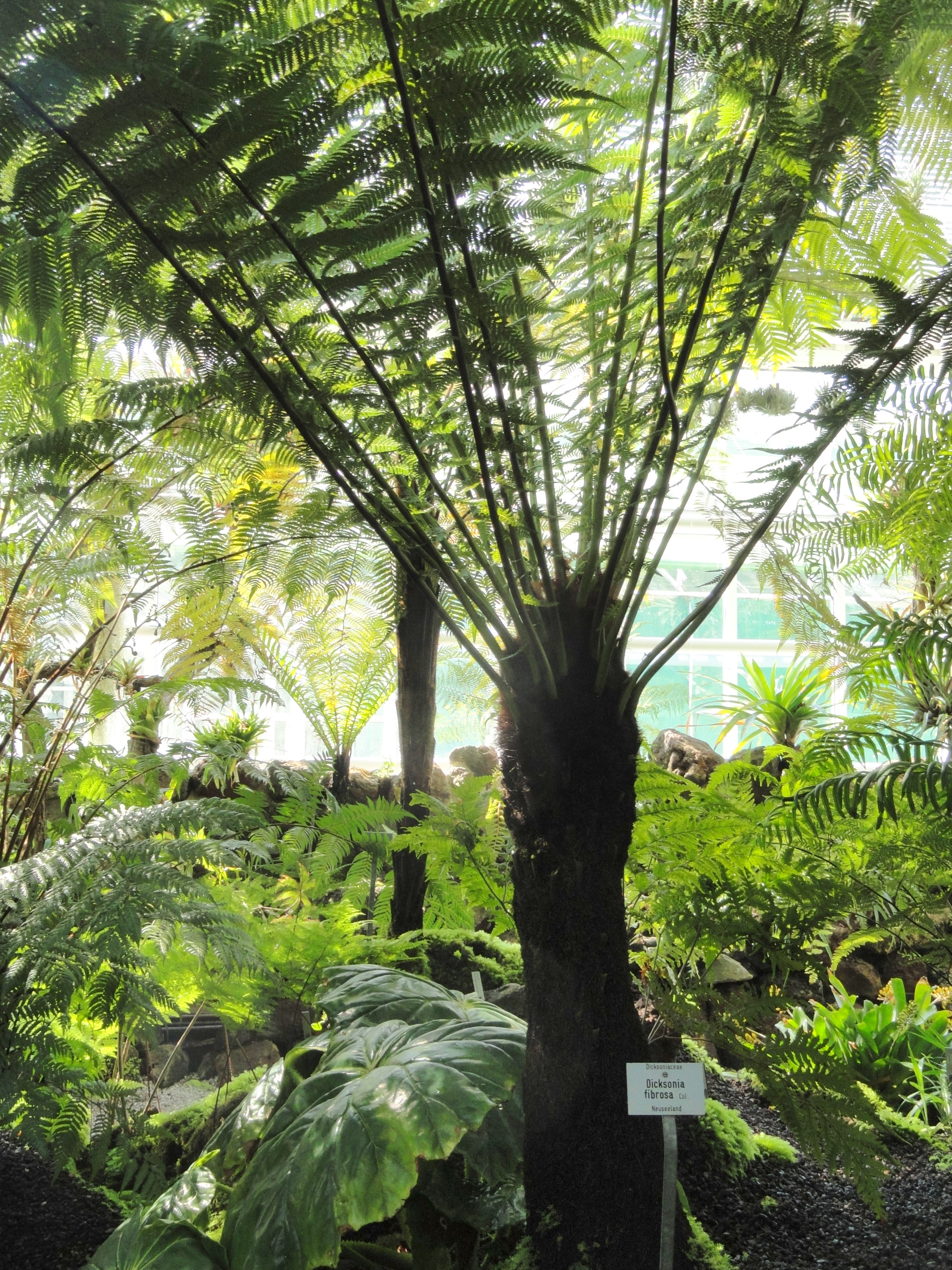
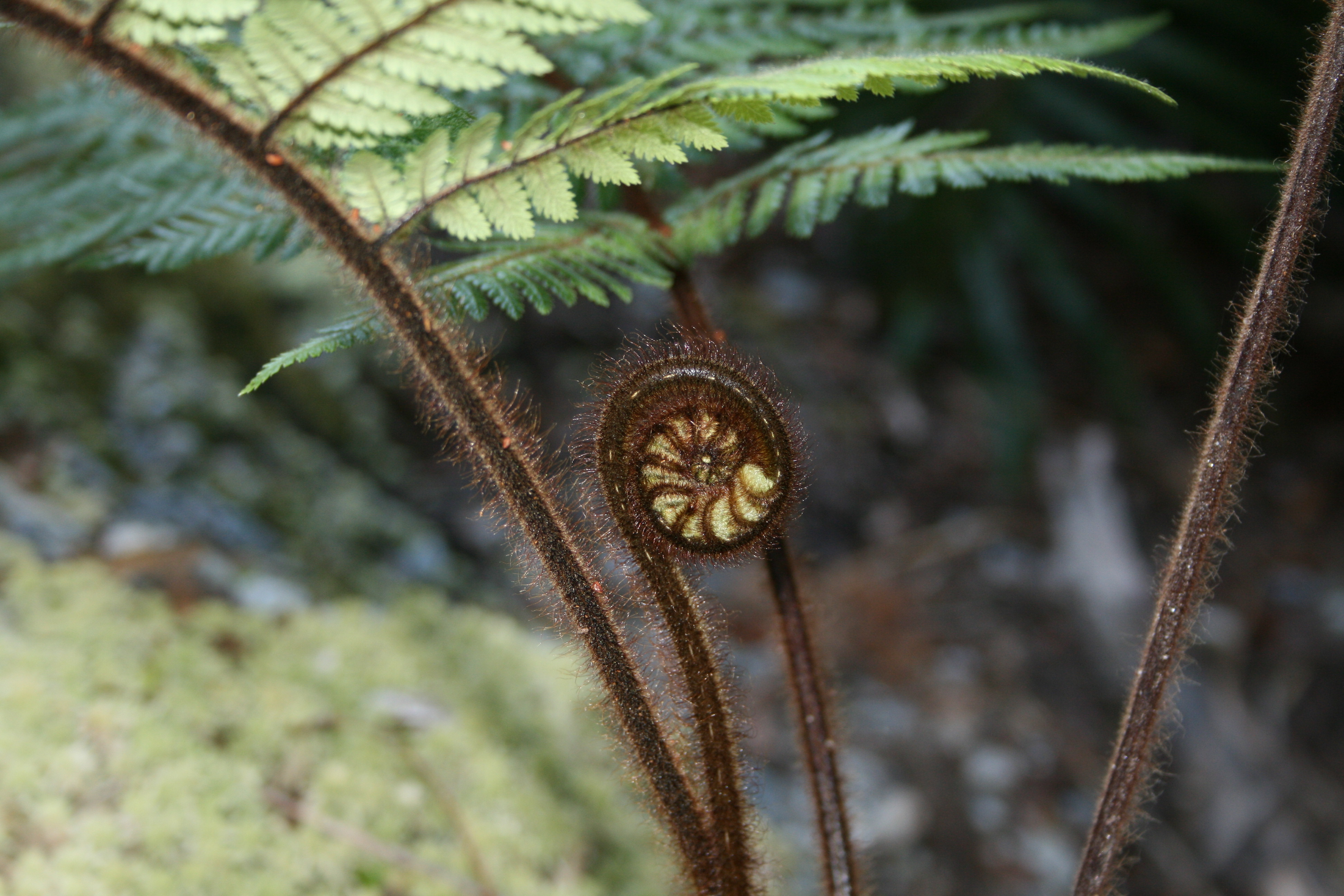